# Jean-Yves Aubone
Jean-Yves Aubone (nacido el 10 de enero de 1988) es un tenista profesional de Estados Unidos, nacido en la ciudad de Miami.

## Carrera
Su mejor ranking individual es el Nº 459 alcanzado el 6 de abril de 2015, mientras que en dobles logró la posición 288 el 27 de enero de 2014.
No ha logrado hasta el momento títulos de la categoría ATP ni de la ATP Challenger Tour.